# 협력 게임
협력 게임(協力game, cooperative game)은 게임 이론에서 여러 플레이어의 제휴 행동이 가능한 게임이다. 제휴 행동을 하기 위해서는 사전 협상과 서로 구속력있는 합의가 필요하다고 생각된다.
게임 이론에서 협력 게임(또는 연합 게임)은 협력 행동의 외부 시행 가능성(예: 계약법을 통해)으로 인해 플레이어 그룹("연합") 간의 경쟁이 있는 게임이다. 그들은 동맹을 맺을 가능성이 없거나 모든 합의가 (예를 들어 신뢰할 수 있는 위협을 통해) 자체적으로 시행되어야 하는 비협조적 게임에 반대한다.
협동 게임은 종종 협동 게임 이론의 틀을 통해 분석되는데, 어떤 연합이 형성될 것인지, 그룹이 취하는 공동 행동 및 그 결과 집단적 보상을 예측하는 데 중점을 둔다. 이는 개별 플레이어의 행동과 보수를 예측하고 내쉬 균형을 분석하는 데 초점을 맞추는 전통적인 비협조적 게임 이론에 반대된다.
협동 게임 이론은 연합의 구조, 전략 및 보상만을 설명하므로 높은 수준의 접근 방식을 제공하는 반면, 비협동 게임 이론은 협상 절차가 각 연합 내에서 보상의 분배에 어떤 영향을 미치는지 살펴본다. 비협조적 게임 이론이 보다 일반적이기 때문에, 협동 게임은 가능성으로 인해 플레이어가 사용할 수 있는 모든 가능한 전략을 포괄할 수 있는 충분한 가정이 이루어지면 비협동적 게임 이론(역은 성립하지 않음)의 접근을 통해 분석할 수 있다. 협력의 외부 집행. 따라서 모든 게임을 비협조적 프레임워크로 표현하는 것이 가능하지만 많은 경우 전략적 협상 과정에서 플레이어가 사용할 수 있는 공식 절차를 정확하게 모델링하기에는 정보가 불충분하거나 결과 모델이 너무 높을 수 있다. 이러한 경우 협력 게임 이론은 협상력에 대한 가정 없이 게임을 전반적으로 분석할 수 있는 단순화된 접근 방식을 제공한다.

## 같이 보기
- 합의 의사결정
- 가계 내부 협상